# Малый Ашап (село)
Малый Ашап — село в составе Ординского муниципального округа в Пермском крае.

## Географическое положение
Село расположено в западной части округа на расстоянии примерно 22 километра по прямой на юго-запад от села Орда.

## Климат
Климат континентальный, с продолжительной холодной и многоснежной зимой и сравнительно коротким, теплым летом. Самым холодным месяцем в году является январь со средней месячной температурой воздуха -17,3°С, самым теплым – июль со средней месячной температурой +24,8°С.  Образование устойчивого снежного покрова происходит в среднем во второй декаде ноября, продолжительность снежного покрова – 170 дней. Средняя из наибольших декадных высот снежного покрова за зиму составляет 59 см. Нормативная глубина сезонного промерзания грунтов в зависимости от вида грунта составляет от 68 до 76 см. Разрушение устойчивого снежного покрова происходит в конце второй декады апреля. Годовая сумма осадков составляет в среднем 470-500 мм. Продолжительность вегетационного периода составляет 160 дней.

## История
Село известно с 1679 года как татарская деревня. До мая 2019 года село входило в состав Карьевского сельского поселения Ординского района, после упразднения которых входит непосредственно в состав Ординского муниципального округа.

## Население
Постоянное население составляло 1082 человека в 2002 году (97% татары), 941 человек в 2010 году.   